# Peter Terrin
Peter Terrin est un écrivain belge d'expression néerlandaise né à Tielt le 3 octobre 1968.
Il a remporté le prix littéraire AKO en 2012 pour son roman semi-autobiographique Post mortem.

### Romans
- Kras, 2001
- Blanco, 2003

- traduit en français sous le titre Enneigement par Guy Rooryck, Arles, France, Actes Sud, 2021, 237 p.  (ISBN 978-2-330-15100-3)
- Vrouwen en kinderen eerst, 2004
- De bewaker, 2009

- traduit en français sous le titre Le Gardien par Anne-Lucie Voorhoeve, Paris, Éditions Gallimard, coll. « Du monde entier », 2013  (ISBN 978-2-07-013310-9)
- Post mortem, 2012
- Monte Carlo, 2014

- traduit en français sous le titre Monte Carlo par Guy Rooryck, Arles, France, Actes Sud, 2017, 208 p.  (ISBN 978-2-330-08224-6)
- Yucca, 2016

### Nouvelles
- 1998 - De Code
- 2006 - De Bijeneters